# Song of the Marching Children
Song of the Marching Children is het tweede studioalbum van Earth & Fire. Het was hun eerste succesvolle album.
Kenmerkend is dat de gehele B-kant van deze LP bestaat uit het symfonische nummer Song of the Marching Children, opgedeeld in zeven delen. Alle muziek werd gecomponeerd door Chris en Gerard Koerts, de tweeling die ook aan de wieg stond van de band zelf. Eén nummer ('Ebbtide') werd mede gecomponeerd door drummer Ton van der Kleij. De teksten hebben vaak een spirituele of filosofische inslag. Ook deze werden geschreven door de gebroeders Koerts, samen met bassist Hans Ziech.

## Geschiedenis
Na vijf succesvolle singles en een daarmee opgebouwd titelloos album wilde Earth & Fire het over een andere boeg gooien. De band stelde aan manager Fred Haayen een nummer voor dat als een soort symfonie moest worden opgebouwd en derhalve ook een tijdsduur die de gemiddelde duur van een single oversteeg. Haayen, toch vooral commercieel geïnteresseerd, liet zich na een lange avond overtuigen. De basistracks waren daarop al snel klaar, maar de band moest toch nog een maand werken aan de toevoegingen. Daarvoor kwam zangeres Jerney Kaagman dan ’s nachts naar de geluidsstudio om extra stemmen in te zingen. Dat vele overdubben gaf problemen toen de band de nummers tijdens concerten wilde spelen. Het was niet eenvoudig de muziek op het podium te reproduceren. Wat vernieuwend aan het album was, was het gebruik van de mellotron, dat al jaren in gebruik was bij The Moody Blues en King Crimson, maar voor Gerard Koerts nieuw was. De klank ervan is bijzonder, maar de bespeling moeilijk. De band kocht het nukkige apparaat voor circa 20.000 Nederlandse gulden. Eggermont moest assisteren om het elpeegeluid op de podia zo dicht mogelijk te benaderen. Eggermont wist het zeker, Song of the Marching Children moest een klassieker worden. 
Hans Ziech had een belangrijk aandeel in alle teksten, welke gaan over de natuur in al haar facetten en voor wat betreft het titelnummer over de kringloop van het leven, van wieg tot graf, reïncarnatie en opnieuw beginnen, gecombineerd met de eeuwige strijd tussen goed en kwaad.  Het titelnummer nam de gehele B-kant van het album in beslag. De A-kant bevatte kortere nummers die het album commercieel moesten voortrekken. Een ingekorte versie van Storm and Thunder (over natuur) werd als single uitgebracht, net als de eerste vier minuten van de lange track.    
Muziekproducent was Jaap Eggermont voor Red Bullet; opnamen vonden plaats in de Phonogram Studio te Hilversum en Soundpush Studios.

## Albumhoes
De albumhoes onderscheidde zich van veel andere LP-uitgaves in die tijd, door een sober zwart glanzende kleur met daarop gouden letters, en een dodenkrans waarnaar verwezen wordt in het zesde deel ('Purification') van het nummer Song of the Marching Children ("a laurel wreath for the future graves of the marching children"). Het betrof een dubbele hoes die men kon openklappen. Aan de binnenkant bevond zich een grote kleurige tekening van de hand van Eric van der Weijden (een vroegere vriend van zangeres Jerney Kaagman), met daarin uitgebeeld het verhaal van de Song of the Marching Children.

## Succes
Het album kwam op 13 november 1971 binnen in de Album Top 20, en bereikte uiteindelijk de twaalfde plaats. Het werd in juni 1973 bekroond met een Gouden Plaat. Een van de nummers, Storm and Thunder, bereikte als single de zesde plaats in zowel de Veronica Top 40 als de Daverende 30.

## Musici
- Jerney Kaagman (zang)
- Chris Koerts (sologitaar, akoestische gitaar, zang, oscillator)
- Gerard Koerts (mellotron, orgel, piano, synthesizer, dwarsfluit, zang)
- Ton van der Kleij (drumstel, percussie, zang)
- Hans Ziech (basgitaar)

## Muziek
Teksten werden geleverd door de gebroeders Koerts en Ziech; de muziek werd geschreven door de gebroeders Koerts, de muziek voor Ebbtide kwam van Van der Kleij; het instrumentale In the Mountains werd alleen door Chris Koerts geschreven.

| Nr. | Titel                           | Duur |
| --- | ------------------------------- | ---- |
| 1.  | Carnaval of the Animals         | 2:46 |
| 2.  | Ebbtide                         | 3:15 |
| 3.  | Storm and Thunder               | 6:36 |
| 4.  | In the Mountain (instrumentaal) | 3:03 |

| Nr. | Titel | Duur  |
| --- | --- | ----- |
| 1.  | Song of the Marching Children (A: Theme of the Marching Children; B: Opening of the Seal; C: Childhood; D: Affliction; E: Damnation; F: Purification; G:The March (instrumentaal)) | 18:25 |

Bonustracks op versie 2009 (Esoteric)
1. Invitation (3:51)
2. Song of the marching children (singleversie) (4:10)
3. Storm and Thunder (singleversie) (4:51)
4. Lost Forever (2:49)
5. Memories (3:22)
6. From the End 'til the Beginning (4;56)

## Nasleep
Het album werd niet snel door de Nederlandse pers opgepakt. Belangstelling kwam tot de verkoop begon te lopen; met in de eerste week na release 5000 exemplaren en de tweede week 2000 stuks. Het album kwam op 13 november 1971 binnen in de Album Top 20, en bereikte uiteindelijk de twaalfde plaats. Het werd in juni 1973 bekroond met een Gouden Plaat. Een van de nummers, Storm and Thunder, bereikte als single de zesde plaats in zowel de Veronica Top 40 als de Daverende 30.
Het album werd diverse keren opnieuw uitgegeven, waarbij de eerste compact discversie wel erg sober was. Samen met opvolger Atlantis kon het op één cd, maar credits en overige gegevens ontbreken totaal; ook de zwarte hoes was verdwenen. Latere heruitgaven gaven meer recht aan het oorspronkelijk ontwerp. In 2009 kwam de versie van Esoteric Recordings op de markt, waarbij wel geconstateerd werd, dat de teksten behoorlijk verwrongen Engels lieten horen. Wouter Bessels voor IO Pages constateerde bij een heruitgave op elpee (2021), dat dit album toch als voorbode gezien kan worden van bands als Within Temptation, The Gathering en Epica.

## Vergelijkbaar
De progressieve rockgroepen lieten zich in 1971 niet onbetuigd met lang uitgesponnen nummers: Yes kwam met The Yes Album, Emerson, Lake & Palmer met Tarkus, waarbij het titelnummer langer is dan een elpeekant, Genesis kwam met lange nummers op Nursery Cryme en Caravan met Nine Feet Underground op In the Land of Grey and Pink.